# Cártel del Golfo
El Cártel del Golfo (abreviado CDG) es un cártel de drogas mexicano, fue designado como una "organización terrorista" extranjera por el Departamento de Estado de Estados Unidos, considerado el más antiguo de la historia de México, aunque en sus comienzos la actividad principal de la organización era el contrabando de licores a Estados Unidos durante la época de la ley seca en la década de los años 30. Su base de operaciones se encuentra en Heroica Matamoros, Tamaulipas, México y que a su vez colinda con la ciudad de Brownsville, Texas, Estados Unidos. El cártel tiene presencia significativa en ciudades como Matamoros, Reynosa, Ciudad Río Bravo, Miguel Alemán, Tampico, Valle Hermoso y Ciudad Victoria, ubicadas en Tamaulipas. También tiene operaciones en los estados de Nuevo León, Zacatecas, Aguascalientes,  San Luis Potosí y Veracruz. Su red y alcance transnacional llevó, en su momento de mayor expansión, al Cártel del Golfo a tener conexiones en Europa, África, Centroamérica, Sudamérica, y los Estados Unidos. A lo largo de los años, el CDG creó grupos criminales como Los Ciclones, Los Metros, Los Escorpiones, Los Rojos, División Sierra, Los Ceros, Fuerzas Especiales Grupo Sombra (F.E.G.S.) entre otros.
Aunque la Policía Nacional Mexicana no determinó cuántos integrantes existían, estaban agrupados en pequeños pueblos; aun así, la Interpol sabía que todos los días llegaba droga proveniente de América, camuflada en cualquier cosa que se les ocurrieran a los narcos del Cártel del Golfo.
Antonio Ezequiel Cárdenas Guillén, hermano del jefe de cartel Osiel Cárdenas Guillén, y Jorge Eduardo Costilla Sánchez, expolicía de Matamoros, se convirtieron en los jefes del Cártel del Golfo tras la captura y extradición a Estados Unidos de Osiel. La muerte de «Tony Tormenta», nombre dado a Antonio Cárdenas por su carácter explosivo, convirtió a Costilla Sánchez en el líder del Cártel del Golfo. Asimismo, Costilla Sánchez estaba al mando de Los Rojos, una de las facciones del cártel junto con Juan Mejía González, alias "R-1"; Los Metros, otro grupo que le es fiel a los Cárdenas, era liderado por Mario Cárdenas Guillén, quien fue capturado el 3 de septiembre de 2012 en Altamira, Tamaulipas. No obstante, estos dos grupos estuvieron confrontándose desde finales del 2011 hasta principios del 2012, y se cree que Los Metros han tomado la cabeza de la mayoría de los territorios del cártel. Desde 2010, el Cártel del Golfo combate por el control de su territorio ferozmente con Los Zetas, que en otro tiempo fuera el brazo armado de la organización. El 12 de septiembre de 2012 capturan a Jorge Eduardo Costilla Sánchez, el líder supremo del cártel, lo cual ha llevado a fracturarse la organización en conjunto con los golpes del Ejército y Armada de México. Actualmente, el cartel está dividido en pequeñas pero numerosas células que luchan constantemente entre ellas, recrudeciendo la violencia en ciudades como Matamoros, Tampico, y Reynosa, haciendo además que perdieran todos los contactos internacionales que tenían para el tráfico de drogas en favor de Los Zetas, debilitando al cártel. Algunas facciones del Cartel del Golfo tenían, desde 2014, una alianza con facciones de Los Zetas, quienes también enfrentaron una guerra interna que los llevó a desaparecer, llamada "La Vieja Escuela" y/o "La Vieja Guardia", facción que quedó desaparecida con la captura del último Zeta original del grupo en Ciudad de México en febrero de 2018: José María Guízar Valencia, alias Z-43.
El último líder conocido del Cártel del Golfo era José Alfredo Cárdenas Martínez, alias El Contador y/o El Señor Cortés, quien fue capturado en Matamoros el 19 de febrero de 2018, siendo además el sobrino del exlíder del cártel, Osiel Cárdenas Guillén.
Actualmente, existen diversas células de esta organización que luchan entre sí por el control y presencia en otros lados, tal es el caso de Fresnillo, Zacatecas, donde la División Sierra hacia presencia a través de lugartenientes, quienes son señalados por comandar células de sicarios, halcones, y técnicos instaladores de radiocomunicaciones para establecer sus infraestructuras de comunicación en las regiones más alejadas del desarrollo urbano. Estos enfrentamientos han originado que el Cártel del Golfo deje de ser visto en conjunto como una poderosa y peligrosa organización criminal, sino como grupos que actúan de manera independiente y que no tienen ninguna clase de influencia importante a nivel nacional e internacional.

## Historia

### Primeros años (1930 - 1970)
El Cártel del Golfo, fue fundado en Matamoros, Tamaulipas, México, fue fundado en la década de 1930 por Juan Nepomuceno Guerra, iniciando en el tráfico ilegal de bebidas alcohólicas al país vecino desde la época de la Ley Seca estadounidense en los años 30. Originalmente fue conocido como el Cártel de Matamoros. Una vez que terminó la era de la Prohibición, el grupo incursiono a las casas de juego, de redes de prostitución, redes de robo de autos y otros contrabandos ilegales. A pesar del ascenso en las actividades ilegales del grupo, este no creció significativamente hasta la década de los 1970 bajo el liderazgo del capo Juan García Ábrego.

### Era de Juan García Ábrego (1980 -  1990)
En la década de 1980, García Ábrego comenzó a incorporar cocaína y marihuana a las operaciones de narcotráfico y comenzó a tener la ventaja sobre lo que ahora se consideraba el Cartel del Golfo, la mayor dinastía criminal en la frontera México-Estados Unidos. Al negociar con el Cartel de Cali. Dirigido en esa época por Juan García Abrego, quien asumió el control total de la organización de manos de su tío, Juan Nepomuceno Guerra. García Ábrego logró asegurar el 50% del envío fuera de Colombia como pago por entrega, en lugar de los US $ 1500 por kilogramo que recibían anteriormente. Esta renegociación, sin embargo, obligó a García Ábrego a garantizar la llegada del producto desde Colombia a su destino. En cambio, creó almacenes a lo largo de la frontera norte de México para conservar cientos de toneladas de cocaína; esto le permitió crear una nueva red de distribución y aumentar su influencia política. Además de traficar drogas, García Ábrego enviaría dinero en efectivo para ser lavado, por millones.
Después de la captura de García Abrego en 1996, conflictos internos en el cártel sucedieron hasta que Osiel Cárdenas Guillén quedó al mando absoluto de la organización. Alrededor de 1994, se estimó que el Cartel del Golfo manejaba hasta "un tercio de todos los envíos de cocaína" a los Estados Unidos desde los proveedores del Cartel de Cali. Durante la década de 1990, la Procuraduría General de la República de México, estimó que el Cartel del Golfo tenía "un valor de más de 10 mil millones de dólares".
Al percibir problemas con cárteles rivales, Osiel Cárdenas solicitó y contrató a más de 30 desertores del Ejército Mexicano, muchos de ellos del Grupo Aeromóvil de Fuerzas Especiales (GAFES), para que formaran parte de su escolta personal y del brazo armado del Cártel del Golfo. Los Zetas, como eran conocidos hasta su desaparición en 2018, formaron parte de la organización criminal como su brazo armado hasta su ruptura a principios del 2010, ya cuando Cárdenas se encontraba tras las rejas en los Estados Unidos.

## Irrupción a los Estados Unidos
Los lazos de García Ábrego se extendieron más allá de la corrupción del gobierno mexicano y llegaron a Estados Unidos. Con la detención de uno de los traficantes de García Ábrego, Juan Antonio Ortiz, se supo que el cartel enviaría toneladas de cocaína en los autobuses de los Estados Unidos Immigration and Naturalization Service (INS) entre los años de 1986 a 1990. Los autobuses hicieron un gran transporte, como señaló Antonio Ortiz, ya que nunca se detuvieron en la frontera. También se supo que, además de la estafa del autobús del INS, García Ábrego tenía un "trato especial" con miembros de la Guardia Nacional de Texas que transportaban toneladas de cocaína y marihuana desde el sur de Texas a Houston para el cártel.
El alcance de García Abrego se conoció cuando un agente de la Oficina Federal de Investigaciones (FBI) de los Estados Unidos llamado Claude de la O, en 1986, declaró en un testimonio contra García Ábrego que había recibido más de $100,000 dólares en sobornos y había filtrado información que podría han puesto en peligro a un informante del FBI así como a periodistas mexicanos. En 1989 Claude fue retirado del caso por razones desconocidas y se retiró un año después. García Ábrego sobornó al agente en un intento de recopilar más información sobre las operaciones policiales de Estados Unidos.

### Arresto de García Abrego
La notoriedad de García Ábrego había crecido tanto que el FBI lo colocó en el Diez fugitivos más buscados del FBI, en la década de 1990. Fue el primer narcotraficante en estar en esa lista. El 14 de enero de 1996 García Ábrego fue detenido fuera de un rancho en Monterrey, Nuevo León, fue extraditado a los Estados Unidos, donde fue juzgado ocho meses después de su arresto. García Ábrego fue condenado por 22 cargos de lavado de dinero, posesión y tráfico de drogas. Los miembros del jurado también ordenaron la incautación de $350 millones de nuevos pesos, $75 millones más de lo planeado previamente. Juan García Ábrego actualmente cumple 11 cadenas perpetuas en una prisión de alta seguridad ADX Florence en el estado de Colorado.]
En 1996, se reveló que la organización de García Ábrego pagó millones de dólares en sobornos a políticos y agentes del orden para su protección. Posteriormente se comprobó tras su arresto que el fiscal general adjunto a cargo de la Policía Judicial federal de México había acumulado más de US $ 9   millones para proteger a García Ábrego. La detención de García Ábrego incluso estuvo sujeta a denuncias de corrupción. Se cree que el gobierno mexicano sabía todo el paradero de García Ábrego desde el principio y se había negado a arrestarlo debido a la información que poseía sobre el alcance de la corrupción dentro del gobierno. Se cree que el oficial que lo arrestó, un comandante de la FJP, recibió un Mercury Grand Marquis blindado y $500.000 dólares de un cartel rival por promulgar la detención de García Ábrego.
Otras teorías presentadas para alegar que el arresto de García Ábrego fue satisfacer las demandas de Estados Unidos y cumplir con la certificación, del Departamento de Justicia (DOJ), como socio comercial, la votación está programada para realizarse el 1 de marzo. García Ábrego fue aprehendido el 14 de enero de 1996, y poco después México recibió la certificación el 1 de marzo. Según The Brownsville Herald, García Ábrego entró en la sala del tribunal sonriendo y hablando animadamente con sus abogados, quienes lo ayudaron a traducir sus palabras del español al inglés. Horas después de que el juez le dijera a García Ábrego que iba a pasar el resto de su vida en la cárcel, la pena de muerte estaba fuera de la pregunta para los fiscales. Según los documentos fácticos presentados ante el tribunal el 8 de mayo de 1998, el sindicato criminal del Cártel del Golfo con sede en Matamoros fue responsable del tráfico de enormes cantidades de narcóticos a los Estados Unidos desde mediados de los años setenta hasta mediados de los noventa, y García Ábrego recibió once cadena perpetua en prisión.
Durante el juicio de cuatro semanas, 84 testigos, que van desde "agentes del orden hasta narcotraficantes condenados", confesaron que García Ábrego contrabandeó cargas de cocaína colombiana en aviones y luego las almacenó en varias ciudades fronterizas a lo largo de la frontera entre México y Estados Unidos antes de ser contrabandeado al Valle del Río Grande. Además, se mencionó que García Ábrego había sido arrestado anteriormente en Brownsville, por cargos de robo de automóvil de seis años de edad, pero fue liberado más tarde sin cargos de ningún tipo. También fue considerado responsable en 1984 de la masacre de 6 personas en La Clínica Raya, un hospital donde se trataba a narcotraficantes rivales, y también fue culpado de la masacre de la prisión de Cereso en 1991, donde fueron asesinados 18 presos, ambos en Matamoros, Tamaulipas.
Juicio Estados Unidos vs García Ábrego
Tras su captura en las afueras de la ciudad de Monterrey, Nuevo León, el narcotraficante fue trasladado a Ciudad de México donde un agente federal de Estados Unidos lo llevó en un avión privado a Houston. García Ábrego fue extraditado de inmediato a Estados Unidos, donde fue entrevistado por un agente del FBI y confesó haber "ordenado asesinar y torturar a personas", sobornar a altos funcionarios mexicanos y contrabandear toneladas de narcóticos a Estados Unidos. Sin embargo, sus fiscales juzgaron a García Ábrego como ciudadano estadounidense porque también tenía un certificado de nacimiento estadounidense, aunque las autoridades mexicanas afirmaron que el certificado era "fraudulento". También tenía un certificado de nacimiento oficial que afirmaba que García Ábrego había nacido en México.

### Después de la captura de García Ábrego
Tras el arresto de García Ábrego en 1996 por parte de las autoridades mexicanas y su posterior deportación a Estados Unidos, se dejó un vacío de poder y varios altos cargos lucharon por el liderazgo. Humberto García Ábrego, hermano de Juan García Ábrego, intentó tomar el liderazgo del Cartel del Golfo, pero finalmente fracasó en su intento. No tenía la capacidad de liderazgo ni el apoyo de los narcotraficantes colombianos. Además, estaba bajo observación y era ampliamente conocido, ya que su apellido significaba más de lo mismo.
Fue reemplazado por Óscar Malherbe de León y Raúl Valladares del Ángel, hasta su detención poco tiempo después, provocando que varios lugartenientes del cártel luchen por el liderazgo. Malherbe trató de sobornar a los funcionarios con 2 millones de dólares para su liberación, pero le fue negado. Hugo Baldomero Medina Garza, conocido como el Señor de los Tráileres, es considerado uno de los miembros más importantes en la rearticulación del Cartel del Golfo. Fue uno de los principales funcionarios del cartel durante más de 40 años, traficando unas 20 toneladas de cocaína a los Estados Unidos cada mes. Fue arrestado en noviembre del 2000, en noviembre de 2000 cuando fue capturado en Tampico, Tamaulipas y encarcelado en Centro Federal de Readaptación Social n.º 1, Las Palmas.
Luego del arresto de Medina Garza, su primo Adalberto Garza Dragustinovis fue investigado por presuntamente formar parte del Cartel del Golfo y por lavado de dinero, pero el caso sigue abierto. El siguiente en la fila fue Sergio Gómez alias El Checo, sin embargo, su liderazgo duró poco cuando fue asesinado en abril de 1996 en Valle Hermoso, Tamaulipas. Luego de esto, Osiel Cárdenas Guillén tomó el control del cartel en julio de 1999 tras asesinar a Salvador Gómez Herrera alias El Chava, colíder del Cartel del Golfo y amigo cercano de él, ganándose su nombre como el Mata Amigos.

### Era de Osiel Cárdenas Guillén
En marzo de 2003, después de una larga balacera, fue detenido Osiel Cárdenas Guillén. Tras esto, la organización criminal fue liderada por Jorge Eduardo Costilla Sánchez, teniendo como brazo ejecutor a Rogelio González Pizaña, alias el Kelín. Su principal base de operaciones se ubicaba en el área éste de Heroica Matamoros, Tamaulipas, la cual abarca los ejidos Canasta, Longoreño, El Refugio, La Bartolina, Huizachal y los ranchos San Juan, Santa Rosa, La Piedra, así como la Playa Bagdad, entre otros.
A partir de entonces, Osiel Cárdenas permaneció en el penal de máxima seguridad de la Palma (hoy Altiplano), ubicado en Almoloya (Estado de México), desde donde continuó ejerciendo su actividad como cabeza del cártel. El 7 de marzo de 2005, el gobierno mexicano concedió a Estados Unidos la extradición de Osiel Cárdenas; sin embargo, la entrega del capo a las autoridades estadounidenses no fue inmediata, ya que Cárdenas Guillén debía enfrentar antes una serie de procesos en México. Tras estos, y luego de haber agotado todas las instancias de amparo, el jefe del Cártel del Golfo fue finalmente extraditado el 19 de enero de 2007.
En el año 2014, facciones del Cartel Del Golfo realizaron alianzas con facciones de Los Zetas, prometiendo esta vez volver a "La Vieja Escuela" del narcotráfico y respetar a la población civil. Esta nueva alianza estuvo conformada, hasta 2018, solo por algunas células de ambos carteles, ya que los dos grupos estaban divididos en cientos de pequeñas mafias enfrentadas entre sí, originando que se debilitaran ambas organizaciones en su estructura y, en el caso de Los Zetas, llegara a desaparecer.

## La Guerra Civil entre el Cártel del Golfo y Los Zetas

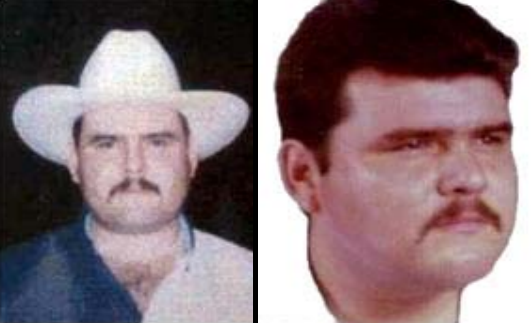
Imagen de Jorge Eduardo Costilla, primer líder del cártel del golfo.

En 1997 el Cártel del Golfo comenzó a reclutar personal militar que Jesús Gutiérrez Rebollo, General de Ejército de esa época, había asignado como representantes de las oficinas de la PGR en ciertos estados de México. Luego de su encarcelamiento poco tiempo después, Jorge Madrazo Cuéllar creó el Sistema Nacional de Seguridad Pública (SNSP), para combatir a los cárteles de la droga en la frontera entre Estados Unidos y México. Después de que Osiel Cárdenas Guillén tomó el control total del Cartel del Golfo en 1999, se encontró en una lucha sin límites para mantener intacta su notoria organización y liderazgo, y buscó miembros de las Fuerzas Especiales del Ejército Mexicano para convertirse en el ejército armado. ala del Cartel del Golfo. Su objetivo era protegerse de los cárteles de la droga rivales y del ejército mexicano, para realizar funciones vitales como líder del cártel más poderoso de México.
Entre sus primeros contactos se encontraba Lorenzo Gonzales parra, un teniente del ejército a quien Cárdenas supuestamente le pidió que buscara a los "mejores hombres posibles", En consecuencia, Arturo Guzmán Decena desertó de las Fuerzas Armadas y trajo más de 30 desertores del ejército para formar parte del nuevo ala criminal paramilitar de Cárdenas. Fueron atraídos con salarios mucho más altos que los del Ejército Mexicano. Entre los desertores originales estaban Jaime González Durán,Jesús Enrique Rejón AguilarHeriberto Lazcano, quien luego se convertiría en el líder supremo del cártel independiente de Los Zetas. La creación de Los Zetas trajo una nueva era del narcotráfico en México, y Cárdenas no sabía que estaba creando el cartel de drogas más violento del país.
Entre 2001 a 2008, la organización del Cartel del Golfo y Los Zetas se conocía colectivamente como La Compañía. Una de las primeras misiones de Los Zetas fue erradicar a Los Chachos, un grupo de narcotraficantes a las órdenes del Cártel del Milenio, que disputaba los corredores de drogas de Tamaulipas con el Cartel del Golfo en 2003. Esta banda estaba controlada por Dionisio Román García Sánchez alias  El Chacho , quien había decidido traicionar al Cartel del Golfo y cambiar su alianza con el Cartel de Tijuana; sin embargo, finalmente fue asesinado por Los Zetas. Una vez que Cárdenas consolidó su posición y supremacía, amplió las responsabilidades de Los Zetas y, a medida que pasaron los años, se volvieron mucho más importantes para el Cartel del Golfo. Comenzaron a organizar secuestros imponer impuestos de protección, cobrar deudas y, controlar el negocio extorsión, asegurando el suministro de cocaína y las rutas de tráfico conocidas como plazas y ejecutando a sus enemigos, a menudo con extrema violencia. El grupo estableció un grupo de ejecutores fuertemente armado y bien entrenado conocido como Los Negros.
El grupo operaba de manera similar a Los Zetas, pero con menos complejidad y éxito. Hay un círculo de expertos que cree que el inicio de la Guerra contra el narcotráfico en México no comenzó hasta 2006 (cuando Felipe Calderón envió tropas a Michoacán para detener la creciente violencia), sino en 2004 en la frontera ciudad de Nuevo Laredo, cuando el Cartel del Golfo y Los Zetas lucharon contra el Cártel de Sinaloa y Los Negros. En 2002, había tres divisiones principales del Cartel, todas gobernadas por Cárdenas y dirigidas por: Jorge Eduardo Costilla Sánchez alias "El Coss", Antonio Cárdenas Guillén, alias "El Tony Tormenta" y Heriberto Lazcano Lazcano alias "El Lazca".
En 2003 uno de los miembros murió en Guadalajara y su nombre era Edelio López Falcón alias "El Yeyo".

## Ruptura con Los Zetas
En los años 90, el capo Osiel Cárdenas Guillén comenzó a reclutar miembros del Ejército Mexicano para que formaran parte de su escolta personal y fungieran como el brazo armado del Cártel del Golfo. Los primeros desertores provenían del Grupo Aeromóvil de Fuerzas Especiales, el círculo de militares élite en las Fuerzas Armadas. Este grupo, conocido como Los Zetas, se encargaba de proteger los territorios de cártel, llevar a cabo asesinatos y secuestros, y de proteger a los líderes de la organización. Sin embargo, cuando Cárdenas Guillén fue arrestado en el 2003 y extraditado a los Estados Unidos en el 2007, Los Zetas incrementaron su poderío en el cártel. Pero la alianza entre estas dos bandas vivió su ruptura el 18 de enero de 2010, cuando varios miembros del Cártel del Golfo secuestraron a Víctor Peña Mendoza, alias "El Concorde 3," lugarteniente de Miguel Treviño Morales, líder de Los Zetas. Durante la captura, los del Golfo forzaron a Peña Mendoza a que cambiara de bando y dejara a Los Zetas. Al no hacerlo, fue golpeado brutalmente y ejecutado, presuntamente por órdenes de Flores Borrego.
Cuando Treviño Morales se enteró de lo sucedido, le dio un ultimátum a Samuel Flores Borrego y a Jorge Eduardo Costilla Sánchez:

"Entreguen a los asesinos de mi amigo, hijos de puta. Tienen hasta el 25 de enero para hacerlo. Si no cooperan, habrá guerra."

Ambos se rehusaron a cooperar con él, pero Treviño Morales no tardó en hacer valer su palabra. El 30 de enero de 2010, varios integrantes de Los Zetas, bajo las órdenes de Treviño Morales, secuestraron y ejecutaron a 16 miembros del Cártel del Golfo en Reynosa, Tamaulipas, iniciando la guerra entre estos dos grupos criminales. La pelea por el control territorial entre ambos grupos ha dejado miles de muertos en los estados mexicanos de Tamaulipas, Nuevo León, y Veracruz. Asimismo, Los Zetas le ha ganado el control territorial al Cártel del Golfo en la mayoría de estas regiones.

### Actualidad y detenciones
La guerra librada entre el Cártel del Golfo y Los Zetas ha llenado de sangre las calles de Tamaulipas. Se dice que en ciudad Reynosa, el Cártel del Golfo se alió en su momento con La Familia Michoacana para combatir al grupo de Los Zetas. Heriberto Lazcano Lazcano amenazó al Cártel del Golfo con atacarlos trayendo a todos los integrantes de Los Zetas en el país, reprochándoles que las plazas ocupadas por ellos son de ellos; desde entonces, se vive una guerra sin cuartel entre estos dos grupos del crimen organizado mexicano. Para afrontar esta guerra, el Cártel del Golfo gestó una alianza con La Familia Michoacana, llevándolos a estos a tener conflictos con Los Zetas de manera directa en tierras michoacanas, peleando por el control de estas.
- El 5 de noviembre de 2010 muere Antonio Cárdenas Guillén en una balacera en Matamoros, Tamaulipas.[85] Ante la confusión, el grupo de los Zetas trato de hacer efectiva su amenaza de recuperar la Zona Norte de Tamaulipas con enfrentamientos en carreteras y en las ciudades de Matamoros y Reynosa, extendiéndose hasta el sábado 6 de noviembre sin lograr su cometido.

- El 2 de septiembre de 2011, es asesinado Samuel Flores Borrego,[86] alias el "Metro 3", por parte del Comandante R1, líder de Los Rojos; se habla de una supuesta "traición" por parte del R1.Días después el 12 de septiembre de 2012, fue detenido su máximo líder Jorge Eduardo Costilla Sánchez, alias "El Coss", por la Marina Armada de México.[87]

- El 17 de agosto de 2013, el líder del Cartel del Golfo, Mario Ramírez Treviño fue capturado por elementos de la Armada de México y del Ejército Mexicano en Reynosa, Tamaulipas. Las autoridades prevén que Homero Cárdenas Guillén se convirtió en el nuevo líder. Se presume de la muerte de Homero Cárdenas, producto de un ataque al corazón, el 28 de marzo de 2014 en un hospital de Monterrey (Nuevo León) por complicaciones médicas después de una liposucción en una clínica en Matamoros. La información aún no es confirmada por las autoridades.[88]

- El 17 de abril de 2015, el líder del Cartel del Golfo, Sergio Velázquez, alias El GAFE, fue capturado por elementos de la armada de México y del ejército mexicano en Reynosa, Tamaulipas.

- El 16 de octubre de 2015 el ejército mexicano detiene a Ángel Rodríguez Prado, alias El Ciclón 7 o El Orejón, líder del Cartel del Golfo en Matamoros, Tamaulipas[89][90]

- El 12 de enero de 2010 se uniría un nuevo miembro al Cártel del Golfo (CDG), Mario Alberto Gómez Gloria, alias "McQueen", comandante en la zona de Tamaulipas, muriendo el 10 de mayo de 2014 abatido por sus mismos compañeros.

- Después de 2010, intensos combates ha habido de manera constante entre células de Cartel del Golfo y contra otros grupos, lo que ha ocasionado perder influencia en áreas estratégicas de antiguos territorios a su cargo y a perder negocios ilícitos dentro y fuera del país debilitando la organización, sumando además los golpes que las autoridades han realizado en su contra. Esto ha obligado a algunas células del Cártel del Golfo a pactar una alianza en 2014 con varias células de Los Zetas, también debilitados por guerras internas que sostuvieron y por golpes de parte de las autoridades, para restablecer la unión que había entre ellos antes de 2010, llamándose esta alianza como "Vieja Escuela" y/o "Vieja Guardia", donde el principio fundamental era volver al negocio del narcotráfico, dejando los secuestros y extorsiones de lado. Esta facción quedó del todo disuelta y, por ende, el grupo de Los Zetas desaparecido con la captura el 9 de febrero de 2018 de José María Guizar Valencia, alias Z-43.

- El 8 de agosto fueron arrestados siete miembros del Grupo Sombra incluyendo a Guillermo "N" director de la Policía Municipal de Álamo Temapache y seis de sus elementos, por ser presuntos partícipes en delitos como tráfico de narcóticos y portación de armas de uso exclusivo del Ejército, esto en el municipio de Álamo Temapache.[91][92]

- El 15 de agosto es condenado a 28 años de prisión Juan “G”, alias “El Barbas” o “El Comandante”, operador del Cártel del Golfo, por ser responsable de los delitos de delincuencia organizada; posesión de armas de fuego y de cartuchos de uso exclusivo del Ejército Armada y Fuerza Aérea y posesión de cartuchos de arma de fuego cuya portación o posesión requieren licencia, informó la Fiscalía General de la República. El delincuente fue arrestado en 2007 en un operativo en Reynosa.[93][94][95]

- El 15 de mayo La FGR informó que en coordinación con la Semar fue detenida “La China” en Matamoros, Tamaulipas, La dependencia señaló que cumplimentó una orden de aprehensión en contra de Martha P; en la operación participaron elementos de la Secretaría de Marina-Armada de México (Semar), con el Centro Nacional de Inteligencia (CNI), a través de la Agencia de Investigación Criminal (AIC), y de la Subprocuraduría Especializada en Investigación de Delincuencia Organizada (SEIDO).
- El 22 de octubre Ariel Treviño alías "El Tigre", uno de los líderes del Cártel del Golfo fue abatido en enfrentamientos contra la Guardia Nacional.[96] Los hechos povocaron pánico en la ciudad ya que los ciudadanos quedaron atrapados en medio de las intensas balaceras.[97] Desde una semana antes las autoridades empezaron a pisar los talones del capo en la ciudad lo que provocó balaceras y persecuciones a alta velocidad.[98]

## Escisiones
El liderazgo de la organización recayó en Homero Cárdenas Guillén hasta su presunta muerte; durante su liderazgo, el grupo de Los Metros se deslindó de la organización, iniciando una guerra interna en el cártel mientras que, tras la supuesta muerte de Homero, el Comandante Bravo 1 se hizo con el liderazgo de una célula del 
Cártel del Golfo que operaba, hasta su captura en 2017, la capital de Tamaulipas haciendosen llamar “Grupo Bravo”, el cual pactó una alianza con una célula de Los Zetas llamada "Grupo Operativo Zetas".
La “Vieja Escuela” (nombre dado a la alianza entre Grupo Bravo y Grupo Operativo Zetas) exigían a las organizaciones criminales del Cártel del Golfo y de Los Zetas que regresaran a lo que era el negocio original: El narcotráfico, dejando atrás los secuestros y las extorsiones que afectan a la población y que les ha válido el rechazo de la sociedad hacia ellos.Grupos de Matamoros y Reynosa también propusieron regresar a la “Vieja Escuela”. Capos como el Comandante Toro de Reynosa (asesinado posteriormente) dio órdenes a su grupo para terminar con los secuestros sin éxito, ya que ese delito predomina en la actualidad en Tamaulipas, aunque las autoridades locales han intentado esconder esta realidad.
El Grupo Bravo se encuentra, actualmente, en conflicto con Los Ciclones y Los Metros (también del Cártel del Golfo), conflicto que ha ido erosionando a la organización en fechas recientes.